# Zespół pozapiramidowy
Zespół pozapiramidowy – zespół objawów wynikających z dysfunkcji struktur układu pozapiramidowego. Do objawów pozapiramidowych należą: sztywność mięśniowa, bradykinezja, drżenie, zaburzenia chodu.
Do oceny nasilenia objawów pozapiramidowych polekowych stosuje się skalę Simpsona-Angusa.